# まことちゃん

橋本駅前にある、主人公まことちゃんの像。2002年建立、2007年撮影。

『まことちゃん』は、楳図かずおによる日本のギャグ漫画で代表作のひとつである。
まことの祖父の沢田元太郎が主人公の『アゲイン』（『週刊少年サンデー』1971年38号から1972年5号まで連載）のスピンオフ読切作品が原型である。
その後連載が決定し、『週刊少年サンデー』1976年16号から1981年30号まで連載された。毎号のタイトル頁には「エネルギッシュギャグ」と銘打たれていた。1980年にはアニメ映画化されている。
連載終了後しばらく経って、『週刊少年サンデー』1988年37号から1989年32号まで新たに連載された。こちらは単行本のカウントもリセットされているために「平成版」と呼ばれ、区別して扱われている。

## 概要
聖秀幼稚園に通う幼稚園児の主人公・沢田まこと（まことちゃん）と沢田一家が巻き起こす「ビチグソ」等下ネタ・エロネタ満載のギャグ漫画。石器時代、江戸時代、未来のSFテイストの作品や、作者の得意とするホラーテイストのエピソードや、沢田家を恐竜（ティラノザウルス）に置き換えたストーリーもある。
作者の楳図かずおも、KAZZとして作中に登場する。後述する「グワシ」「サバラ」などのギャグと、「…なのら」「マッチョメ マッチョメ」「ゲゲッ」「ギョエー」「まこと虫」等のまことちゃん語は、連載当時流行した。
作品の中には、桑田佳祐や研ナオコ、山口百恵、新沼謙治、イルカ、ベイシティローラーズのメンバーたちといった有名人も登場することが多く、連載中の1977年に死去したエルヴィス・プレスリーが主役として登場する回もある。
本作は、『週刊少年チャンピオン』（秋田書店）に連載されていた山上たつひこの『がきデカ』や、『週刊少年ジャンプ』（集英社）に連載されていた小林よしのりの『東大一直線』と共に、1970年代後半の少年雑誌に掲載されたギャグ漫画の金字塔的作品であった。

## 登場キャラクター

### 沢田家
- 連載当時に作者の仕事場があった高田馬場在住。家は庭付き一戸建て。
- 作者いわく「家の間取りはその時の気分によってでたらめ」。時にハリボテで、外から丸見えなこともある。
- 庭には、まことの命を救った狂い咲きの桜の木が植えてある。
- 祖先は、沢田30万石の大殿様と自称。後に発見された家系図によると遠い親戚に松下幸之助、福田赳夫がいる。ご近所からは、「アホの沢田屋敷」と呼ばれている。
- ご近所の沢田家人気投票1位は、ネコのメチャ。
- 家庭内で定期的に「家族会議」が開かれる。
- すもう大会、ピクニック、バカラ、節分、夏の総決算などの行事が催される。家族総出で、盆踊りやゲームセンターに出かけるなど、祭り好きの大騒ぎファミリー。

沢田まこと（さわだ　まこと）
作品の主人公。愛称「まことちゃん」もしくは「マコリン」。一人称は「ぼくちゃん」「ぼくしゃん」「わし」「マコリン」などと回ごとに一定していない。
聖秀幼稚園うめ組の幼稚園児。
いたずら、下ネタ、落書きや替え歌、踊りが得意。常に垂らしている鼻水で、虫を捕ることができる。
解体現場の鳥の巣にあったスズメの卵を保護したり、親を亡くした子猫を助けようとしたりするなど優しい一面もある。
舌足らずではあるが、シビアな人間観察眼を持つ。
デバガメとして捕まるなどの前科があるが、人命救助を行い新聞に載った過去もある。
寝る時以外は幼稚園の制服でいることが多い。初期は夏場でも長袖である。連載が進むにつれ、夏休みや年末年始には私服で描かれるようになる。
時折、姉や母を真似て化粧や女装をすることがある。
稀に京都弁を話すこともある。
グワシ、サバラ、とぐろ虫などの口癖、手癖があり、語尾に「なのら」とつく。
好物はカレー、ハンバーグ、ソフトクリーム、ダイフク、松長製菓のお菓子。
従兄弟のさだゆきとは同い年ということで比べられることが多く、さだゆきの話が出ると真顔になり、ライバル心をむき出しにする。
まことのおかっぱ型のざんぎり頭から「まことちゃんカット」の名が生まれた。
おねしょのかたちは、まことがあっかんべーをした形になる。
恋多き男。
モデルは楳図の甥だったり、楳図の代表作である「赤んぼ少女」のタマミだったりと本作で楳図自ら公言しているが真相は全く不明。
沢田美香（さわだ　みか）（姉）
まことの姉。小学3年生。愛称「ミカリン」。美人でモデル並みにスタイルが良く足が長い。まこととはしょっちゅう喧嘩する。怒ると怖く「またぼえ」をすることもある。
耳年増で主に恋愛方面の大人の世界に憧れており、時折まことと共に間違った方向に暴走する。内弁慶で外面は良いが実際は男以上にワイルド。好物はちくわ。
尊敬する有名人は山城新伍。一方で西城秀樹や郷ひろみは子供っぽいという理由で嫌っている。
「ミカリン」という呼び名は美香が友人と交わしていた愛称から。
一人称は普段は「わし」だが、学校や異性の前では「私」に変わる。
髪型はポニーテールでおしゃれ好き。
この物語のヒロインであり、自分でもタイトルを「美香ねえちゃん」にすべきだと主張している。
のぞき趣味があり、異性に対して積極的。美形好み。
将来の夢は「金貸し」。
発作を起こすと、包丁を振り回すなど危険な行動を取る。
女性でありながら立ち小便ができる。
沢田英一（さわだ　えいいち）（父）
まこと・美香の父。愛称「パパリン」。職業はサラリーマン。眼鏡を掛けている。沢田家では比較的まともだが、一般世間に比べたら変である。
一見真面目で神経質そうだが花見の席で酔っ払うとストリッパー「ローズマリー」に変貌する。
なぜか女物のパンツを履いていることがある。
父としての威厳を保とうとするも、なかなか保てずにいる。
チンチンが小さいことを気にしており、まことが30円で買ってきたガマの油を股間に塗ってひどい目にあったこともある。
会社員としては仕事が全然できないようで、会社で注意されるシーンが多い。
一方、なぜかアメリカ人ラーラのホームステイ先に、沢田一家が選ばれている。
沢田貴世子（さわだ　きよこ）（母）
まこと・美香の母。美人で美香と同じくモデル並みのスタイルを持つ。愛称「ママリン」。若作りでミーハーだが、性格は子供たちと負けず劣らず変である。
舅・姑とはうまくいっているが、妹の加根子とは折り合いが悪く、まことと同い年のいとこのさだゆきともどもライバル視している。
大阪府河内長野市出身で、「ミス・ユニバース河内代表」に選ばれたこともあると主張。怒った時や実家では河内弁になる。
若い美青年に目がないらしいが、「なんでこんなブス男（英一）と結婚したんだ」とまこと・美香からつっこまれている。
まこととは言葉にできない絆で結ばれているらしく、時に危険を察知する。
沢田元太郎（さわだ　げんたろう）（祖父）
まこと・美香の祖父。愛称「ジジリン」。元大工。年の割にはミーハーな面があると思われる。
濃いキャラの多い沢田一家にしてはあまり目立たないが、俊足で走ったり、変な祈祷をしたりと、沢田家の一員らしい一面も持っている。
先行作品『アゲイン』では主人公。学生時代はまことに勝るとも劣らない豪快な性格であった。
沢田タツ（さわだ　たつ）（祖母）
まこと・美香の祖母。愛称「ババリン」。元太郎と同様に年の割にはミーハーな性格。
温泉に行ったときはトイレにいって、わざとお尻をふかずに、そのまま温泉に入る。
二宮さんの甥・金次郎（沢田家全員が勉学だと勘違いしていたが、救急車で運ばれるまで誰も気付かなかった）が家にやってきた際には自分の唾入りのお茶を飲ませようとするも、元太郎により阻止された。
飼いネコであるメチャを、パンツといっしょに穿くこともある。
沢田家で一番身体が大きく、トイレの清掃会社からは一家を代表してハガキが届く。
相撲大会では最強であり、貴世子との嫁姑対決はまさに結びの一番。
メチャ（飼ネコ）
沢田家が飼っているネコである。沢田家の一員ながら一番まともで、変人ばかりの沢田家に苦労している。
まことがした悪事を擦り付けられたり、電線音頭を強制的に仕込まれたり、タツにパンツと一緒に穿かれたりと、被害に遭うことが多い。
そんな沢田家に嫌気がさしたのか、他の家のネコになってしまう回もあり、まことはそのことから反省し、メチャを大切にすると誓う。
しかし、その後もあまり大事にしない。美香には大切にされているようである。
ごくまれにしゃべったり、「フフフ」と笑うことがある。
沢田家の人気投票で1位になり、その名誉として「沢田メチャ」と書かれた表札が玄関先に掲げられた。

### 沢田家の親戚
沢田弾正（さわだ　だんじょう）
秋田県在住。元太郎の弟。まこと・美香の大叔父。旅館「沢田城」を経営している。旅館で宿泊客に古風な着物を貸すサービス（いわゆるコスプレ）を売り物にしている。
沢田ミキ（さわだ　みき）
弾正の妻。
沢田保（さわだ　たもつ）
弾正の息子。
沢田オードリー
保の妻で、オードリー・ヘプバーンにそっくりの美人。
子供が生まれないことが悩みである。
南出加根子
貴世子の妹で九州に嫁いでいる。貴世子よりも頭の回転が早く、いやみを言うのがうまい。
幼少期から大人になり結婚した現在に至るまで、貴世子とは会う度にしょっちゅう喧嘩している。
南出さだゆき
加根子の息子でまことのいとこ。性格はまことと正反対で秀才。挨拶や礼儀なども心得ている。ピアノが得意。
まこととは同い年ということで比べられることが多く、まことも負けじと対抗心を燃やす。
沢田勉学
まことの父方のいとこ。大学受験の勉強のために沢田家の下宿人としてやってきた。まこととそっくりの話し方をするブ男。
勉強もせずに、マンガを読んで笑っている。
合否については作中で語られていない。

### 聖秀幼稚園
まことの通う幼稚園。聖秀大学の系列で実習生が大学から送られてくる。
建物の屋根上に十字架があることから宗教系の幼稚園と思われる。しかし内情は職員、園児共にハチャメチャである。
老人ホーム『白百合園』との水泳大会や相撲大会も行われる。
園長先生
聖秀幼稚園の女性園長。かなり年がいっているようだが独身。まこと曰く「ゴリラ園長」。縁談の話が持ちこまれるが破談になる。
特技は「百叩き（お尻ペンペン）」、「チョメチョメグニュグニュ（顔つねり）」、「三分間息吸い窒息生殺し（園児の顔を口で覆うという園児の妄想）」。
百歳になる母親がいる。
百倉花子（花子先生）
まこと達の担任。明るい性格。園児曰く、「キバ出しハムスター」。イメージは浜美枝らしい。
ただし、金子デメリン『ウメゾロジー』での楳図へのインタビューでは「モデルは『ウルトラマン』の頃の桜井浩子」と語られている。
ターザンルックをしたり、まことちゃんのサバラにつきあったり、ノリのいい先生であるが、時に園児にも辛辣な皮肉を吐く。
園児から尊敬されていない態度を取られることも多い。
だが、花子先生が結婚するという誤情報が流れた際は、まことたちは悲しがり、結婚を阻止せんと立ち上がるなど人望はある。
酒にめっぽう弱く、酒乱。髪型は豪快なツインテール。
あんず先生
かわいい顔をした先生だが、やはりどこか変な先生。花子先生をめぐり、ピョン子ちゃんに因縁をつけられる。
ピョン子
まことのクラスメイトの女の子。兄がいる。
自分を男だと思い込んでいて、花子先生と結婚したいと思っている。
一人称は「オレ」もしくは「わし」。大きくなったら立ち小便をしたいらしい。
言葉遣いが荒く、結構な頻度でまことを殴っているが、モン太と3人で遊ぶことが多く仲良しである。
モン太
まことのクラスメイトの男の子。頭はスキンヘッド。
大森あん子
まことのクラスメイトの女の子。前髪パッツンボブカットの美少女、当初は優等生だったが、まことたちと付き合ってから、一緒に野グソをするようになるまで感化される。
カメ子
まことのクラスメイトの女の子。兄弟に兄の徳一郎と赤ん坊のメダカがいる。カメ子の母親に変装したまことによって、「ママが二人いる!」と家族が大混乱に陥った。
田代トシキ
まことのクラスメイトの男の子。1丁目に住んでいる。家が大金持ちのため誘拐されそうになったが、包丁を持った美香から追いかけられ逃げていたまことが車に乗せられていた所を見つけ、入れ替わることで難を逃れた。
ひろし
まことのクラスメイトの男の子。メガネをかけている。同様にメガネをかけている兄がいる。
星ひがみ
まことのクラスメイトの女の子として、物語終盤に登場する美少女で、上流階級のお嬢様である。
「そねみ」「ねたみ」という年の離れた姉がいる。そねみは「わきが症」である。
家は内装は立派だが、外見はぼろぼろな一軒家である。
最初はまことの異様なキャラクターにショックを隠せなかったが、徐々にまことの奥さんにならなければという強迫めいた思想あるいは妄想が生まれる。
英才教育を叩きこまれているので、小学校6年生程度の学力がある。
が、入園試験ではその学力が災いして、最下位で合格、おかげでまことは下から2番目ですんだ。
まことにはお医者さんごっこの患者役にされている。
顔に対する執着が強い。
掃除のおばさん
顔が淀川長治に似ている。若い頃の園長の写真にヒゲを書き込んだ。
田中
給食のおばさん。ある日の給食で自身の指輪と金歯を仕込む。
ろくちゃん
幼稚園で飼われているニワトリ。幼稚園の主。かなり危険な生物で、園内を我が物顔で闊歩し、園児の弁当に手（クチバシ）を出す。しかし、ミミズは捕まえられない。
園長先生の頭の上に乗るので園長には嫌われているが、まこと達には可愛がられている。
鼻水がグジュっと出たり、ヒゲを生やしているなど特徴がある。
まことが、「グリバタケッケちゃん」と名付けたひよこのおもちゃを蹴飛ばして遊んでいたら、ろくちゃんに取られてしまった。その後、ろくちゃんの唯一のおともだちになる。

### その他
まこと虫
まことの体内に巣食う謎の生物。元々はまことの落書きの変な生き物の絵。「まこと虫」の名は読者投稿によるもの。
まことのことを「おやべん（親分）」と呼び、まことの行動をコントロールするらしい。
まことの体の汚れを餌にしている。それ故、綺麗なものを「汚いもの」と認識して忌み嫌う。
リボンまこと虫やノストラダムスまこと虫、うそ泣きまこと虫など多数存在する。
最終巻においては、まことの恋心の化身である「初恋まこと虫」が登場。
お菓子屋のオババ
近所の商店街で菓子店「どら屋」を営む女主人。
店の商品をビチグソ呼ばわりするまこと達を嫌っている。まことにわざと足をかけて転ばせたこともある。
しかし買い物に来たときはまこと達を「ぼっちゃん」と呼ぶ現金な人物。
おしっこのお姉さん（飛奈道子）
沢田家の近所のアパートに住む女性。上品な性格。初登場の回では、下品な遊びをしていたまこと達に「もっと子供らしい遊びをしなさい」と怒りをあらわにした。その後はまことたちにトイレをのぞかれたり、放尿シーンを激写されたりと散々な目に合う。
アパートが共同トイレのうえ汲み取り式のせいか、道端で用を足すこともある。
エディ福島
ハワイに住む大富豪の日系人女性。まことに瓜二つの孫娘がおり、未だに消息がつかめていない孫娘の身代わりにまことがハワイの自身の邸宅に招かれる。
総理大臣
沢田家の近所に夫人、娘の「みどり」、息子の「かずお」一家で住んでいる。
まことがおつかいに行った時、かずおが買おうとしていたエビフライを巡って沢田家と一家で抗争になる。結果、自身と娘の髪の毛がむしり取られた。
林久美子（どど彦）
田中角栄の隣の屋敷に住む金持ちの娘。自分を男だと言い張り、「どど彦」と名乗る。自宅で戦争ごっこや人間もぐら叩きをやらかすなど凶暴。
ある日のこと、幼稚園の運動会を見たことから、まことに好意を寄せ、ストーカー行為を働くようになり、椅子の姿になりまことの家に侵入したり、拉致したりする。
口癖は「どどめ〜ん」（どど面とは不細工のこと）。
内山田洋とクールファイブの宮本さんのファン。
可愛カッパ
沢田家の近所に住む家族の長男。名前の通りカッパに似た風貌をしている。
らん丸
人気男性ロックンローラー。まことだけでなく、沢田家は全員彼のファンである。特に美香の熱狂振りはすごく、自宅に押しかけるほどである。
歌やエレキギターといった音楽の才能はあるが実際の姿は老人。よって入れ歯、メイク、かつら、シークレットブーツ、コルセットなどで必死に隠して装っている。
特に男性のシンボルが非常に小さく、それを自ら「つけMr.ブラウン」と呼ぶ小道具を装着して大きく見せており、それが彼の主なネタである。
大人なのに、おたふくかぜにかかる。
代表曲は「タイヘンロック」「ダンスがすんだ」。
二宮金次郎
勉学と同じ大学を志望する受験生。
斎藤
英一の友人のタクシー運転手。ある夜幽霊を見たショックで入院。
ラーラ・リーン
まことの家にホームステイに来たアメリカ人少女で英一の勤務先の取引先の社長令嬢。
当然のようにまことや美香に振り回される。
日本語の先生はまことであるが、間違った日本語を教えられたり、理不尽に叩かれたりする。
天然キャラだが負けず嫌いでたくましい。
アンソニー
ファンシーショップ「ウハウハハウス」の店主。長髪にヒゲが特徴。
まことが同店の近くで「まことショップ」と書かれた看板とおもちゃを広げるとそちらの方に客足を取られ、焦ったことがある。
おむつ軍団
まことの親衛隊、幼稚園に上がる前のオムツがまだ外れない子供たちで構成されている、中にはまだ授乳中の赤ん坊もいる。
年齢的にろくな言葉が話せないが、まことは何を言っているのか理解できている。
作者
作者が内輪ネタ的に登場する漫画（家）はほかにも多数存在するが、本作では当時のテレビ番組等の告知を交えたディスクジョッキー的なトークを展開するのが特徴。
中期からは「KAZZ」と書かれた帽子を着用。トークのネタとして登場したビチグソカップ（BGC）は商品化された。
マッチョメマン
菓子メーカー松長製菓のキャラクター、ザンギリカットのマッチョなヒーロー、のほほマンと言うライバルがいる。

## 単行本
単行本は小学館少年サンデーコミックスから刊行されており、全24巻。「平成版」の単行本は全4巻。いずれも絶版になっている。
その後、小学館文庫より全12巻が刊行された。その際、小学館の学年別学習雑誌や『幼稚園』に連載されていた作品が『まことちゃん小劇場』というタイトルで巻末に収録された。また、1995年から1996年にかけて「少年サンデーコミックス・セレクト」レーベルから全24巻が刊行された。文庫版及びセレクト版には「平成版」連載分も一部収録されている。
「平成版」は最終巻刊行後すぐに絶版になったため、IKKIコミックス（小学館）で『超!まことちゃん』全3巻として刊行されるまで日の目を見なかった。

## アニメ映画
1980年7月26日に東宝系で全国劇場公開された。上映時間は85分。同時上映は、相米慎二の監督デビュー作『翔んだカップル』。
併映作の『翔んだカップル』は山口百恵の引退記念映画『古都』と同時上映される予定だったが、『古都』が単独上映されることになったため、本作の同時上映として急遽製作された。当時の漫画・アニメとしてはリアルな背景は、漫画の背景をモノクロコピーしたものを、アニメ撮影用の背景の素材の一部として流用している。
原作者・楳図かずおが自ら主題歌を造って歌唱、そして声優として参加、また当時の人気漫才師・ツービートも出演した。
上映当時ポスターにて「製作費4億5千万円」「日本一のハリキリボーイがやってくる!!」と謳われた。
上映前に流れたテレビCMでは特別出演のツービートの二人が写真と声のみの出演。また、この時点で主題歌のレコーディングが行われていなかった為、1979年8月に日本コロムビアからリリースされた「まことちゃん」のイメージソング第2弾「グワシ!まことちゃん」(作詞・作曲:楳図かずお、編曲：森一美、歌：KAZZ (楳図かずおの別名)、フィーリング・フリー、演奏：ターゲット’54)がBGMとして使われた。
2007年3月にDVDソフト化。10年後の2017年には宝島社からDVD-BOOKとして発売された。
2019年11月20日より、YouTubeの「TMSアニメ55周年公式チャンネル」から、オープニングとエンディング、そして本編の一部が無料配信されている。

### スタッフ
- 監督：芝山努
- 製作：藤岡豊
- プロデューサー：片山哲生
- 原作・主題曲（作詞・作曲・歌）：楳図かずお
- 脚本：城山昇、辻真先他
- 作画監督：小林治
- 撮影：高橋宏固
- 美術：門野真理子
- 編集：鶴渕允寿
- 録音：伊達渉
- 音楽：川上了
- 選曲：鈴木清司
- 効果：倉橋静男（東洋音響）
- 制作：東京ムービー新社
- 配給：東宝

### 声の出演
- まこと：杉山佳寿子
- 美香：吉田理保子
- パパ：柳沢真一
- ママ：小原乃梨子
- おじいさん：千葉順二
- おばあさん：中島喜美栄
- 花子先生：水沢有美
- まこと虫：肝付兼太
- 友子：岡本茉莉
- モン太：堀絢子
- 村越伊知郎
- クリーニング屋：たてかべ和也
- 野島昭生
- 加川三起
- 作業員：青木和代
- 山田栄子
- 滝沢久美子
- 秋山るな

特別出演
- ツービート
  - ビートたけし（本人役）
  - ビートきよし（本人役）
- 楳図かずお（本人役）

※映画クレジット順

## ギャグ

### グワシ
登場人物が披露する指サイン。手で物を掴む時の擬態語が語源とされている。指サインを形作り相手に向け「グワシッ!!」「グワ〜シ!!」等と叫ぶ。作者である楳図かずおもテレビ番組などの出演時に二代目グワシを披露するが、自分の指でこのサインを形作るのが難しいため、「グワシハンド」と呼ばれる紙製のグワシを使用して披露している。「グワシ」には、以下のように様々なバリエーションが存在する。
初代グワシ（二級グワシ）
初代グワシは、拳を握り掌を相手に向けた状態で中指のみを立てるというものだったが、アメリカ合衆国などでは "Fuck You" を意味するファックサインであるとの指摘を受け、二代目グワシへ変更した。作者は読者の投稿で指摘されるまで、この事実を知らなかった。
二代目グワシ（免許皆伝グワシ）
初代グワシが上記理由により変更を余儀なくされた際に、石川県在住の読者から寄せられたはがきの提案を元に作中に登場するようになった中指と小指を曲げるサイン。今日グワシといえば、一般的に二代目グワシを指す。上記グワシハンドも二代目グワシである。二代目グワシは、当時の日本中で爆発的に流行し、福島県在住の読者から寄せられた「グワシ免許書」の提案を元に七階級の級と段が設けられ、以下に挙げる様々な派生グワシが誕生した。
- 四級グワシ - 拳を握った状態で、じゃんけんのグーと同じ。
- 三級グワシ - 四級グワシの状態から親指と小指を立て、相手に向ける。
- 二級グワシ - 上記初代グワシである。
- 一級グワシ - 掌を相手に向けた状態で人差し指と薬指を曲げる。形状を戦闘機に見立て、グワシ戦闘機とも呼ばれる。
- 初段グワシ - 拳を握った状態から薬指のみを立てる。一番難しいとされる。
- 二段グワシ - 拳を握った状態から親指と薬指を立てる。
- 免許皆伝グワシ - 上記二代目グワシである。

作者本人にはできないらしく、『マンガノゲンバ』出演時に実証している。

### サバラ
グワシと同様に登場人物が披露する指サインで、中指と薬指を曲げるサイン。グワシ同様「サバラハンド」と呼ばれる紙製のサバラも存在する。作者の仕事場を訪ねてきた子供が、帰りがけに「さらば（さよなら）」と言おうとして「サバラ」と言ってしまったのが語源とされている。作者の楳図と同様にホラー漫画家の日野日出志のキャラクターはよくこれをやっている。

## 音楽
いずれも日本コロムビア（コロムビアミュージックエンタテインメント）からの発売。
- 『まことちゃん/ビチグソロック』シングルレコード、1977年3月発売。漫画イメージソング
  - A面：「まことちゃん」作詞：楳図かずお、作曲：イルカ、編曲：石川鷹彦、歌：野下まこと、台詞：山口奈々
  - B面：「ビチグソロック」作詞・作曲：楳図かずお、編曲：内山修（猫）、歌：楳図かずお&ザ・チャープス、台詞：山口奈々
- 『グワシ!!まことちゃん/ギャングの母』シングルレコード。漫画イメージソング
  - A面「グワシ!!まことちゃん」作詞・作曲：楳図かずお、編曲：森一美、歌：KAZZ、フィーリング・フリー、演奏：ターゲット’54
  - B面「ギャングの母」作詞・作曲：楳図かずお、編曲：森一美、歌：KAZZ、フィーリング・フリー、演奏：ターゲット’54
- 『サンバ・デ・まことちゃん/パパ&ママROCK』シングルレコード、1980年発売。アニメ映画主題歌
  - A面：「サンバ・デ・まことちゃん」作詞・作曲：楳図かずお、編曲：川上了、歌：楳図かずお&スーパー・ポリス
  - B面：「パパ&ママROCK」作詞・作曲：楳図かずお、編曲：川上了、歌：楳図かずお&スーパー・ポリス
- 『グワシ!!まことちゃん楳図かずおワールド』ベスト・アルバムCD、2004年11月25日発売。
- 『まことちゃん音頭』シングルCD、2010年12月22日発売。作詞・作曲・歌：楳図かずお、編曲：鈴木智文

## ボードゲーム
1979年にエポック社からボードゲームシリーズ「まんがゲーム」第14弾として、「楳図かずおのまことちゃんゲーム」が発売された。同シリーズはそれまで漫画家オリジナルだったが、本ゲームからキャラクター路線を並行発売となった。

## パチンコ
2007年に京楽産業.よりパチンコ機『CRぱちんこまことちゃん』が発売された。
初当たり確率が1/45.2と高く、いわゆる「ハネデジ」に分類される。スルーチャッカーを通過させると役物上のチューリップが開放（スルーチャッカーの入賞は4発まで貯留ができる）。チューリップに入賞でデジタル回転となる。デジタルはまことの目に表示される2ケタのLEDで、両方とも1 - 7の数字とまこと虫の計8種の図柄で、3, 5, 7かまこと虫が揃えば大当たりとなる。
ラウンドが3ラウンドしかなく出玉がかなり少なめな、ローリスクローリターンが特徴。すべての大当たり後、4回転の確変に入り、この時に当たりを引くと以後70回転の時短に入り、その間に当たりを引くとそこからまた70回転というチャンスタイム。また、まこと虫で当たると突確の2ラウンド大当たりとなり、出玉はないが4回転確変+70回のチャンスタイムに突入する。

## 備考
- 連載当時大ブームとなっていたなんちゃっておじさんを題材にした「さがそう！なんちゃっておじさんの巻」（単行本12巻収録）に同じ少年サンデーで掲載されていた古谷三敏の『ダメおやじ』の雨野ダメ助とオニババ冬子が登場しており、その反対に『ダメおやじ』（マイウェイ編）の「物置小屋のオタマちゃんの巻」（週刊少年サンデー1978年16号掲載、単行本4巻収録）では沢田まことを登場させている。
- パパリンこと沢田英一の実家がある秋田県への里帰り旅行の初日を描いた「あけぼの2号での巻」（週刊少年サンデー1977年34号掲載、単行本7巻収録）の翌週号に掲載された「食堂車にての巻」（週刊少年サンデー1977年35号掲載、単行本7巻収録）の冒頭でのお便り紹介で当時の秋田県知事であった小畑勇二郎からのお手紙を楳図先生が読み上げる場面がある。
- 和歌山県橋本市のJR・南海橋本駅前には「まことちゃん像」がある。
- 作品が『まことちゃん』でありながら、ある回でいきなり『猫目小僧』が始まったことがある。ページをめくると、それはまことが見ていたテレビ番組であった。これは当時『妖怪伝 猫目小僧』が放映されていたことによるセルフパロディ。またこの劇中劇に登場した火山の妖怪うすは、当時噴火が社会問題になった有珠山が元ネタ。
- 2011年、パラダイステレビの特別番組『24時間テレビ エロは地球を救う』のTシャツに本作の主人公が起用された。
- 『ケロロ軍曹』でクルル曹長が発明する「あらゆる機械を兵器化するナノマシン入り燃料」“兵器化飲料ナノラ”は、まことちゃんのトレードマークであるオカッパ頭・鼻水・グワシが容器に描かれている。
- 2009年にニンテンドーDSで発売された『サンデー&マガジン WHITE COMIC』にまことが登場する。原作と違い聖秀幼稚園ではなく、『1・2の三四郎』で東三四郎達が勤めているひまわり保育園の園児という設定。